# Paul Stoffels
Paul Stoffels (Turnhout, 8 maart 1962) is een Belgisch industrieel, medicus en viroloog. 

## Biografie
Stoffels groeide op in Achtel, Rijkevorsel. Stoffels studeerde geneeskunde aan de Universiteit Hasselt en de Universiteit Antwerpen. 
Hij werd medicus en chief scientific officer van de Amerikaanse multinational Johnson & Johnson, die eveneens de Janssen Pharmaceutical Companies of Johnson & Johnson, de divisie farmacie van J&J leidt. Aanvullend specialiseerde hij zich in infectieziekten en tropische geneeskunde aan het Antwerps Prins Leopold Instituut voor Tropische Geneeskunde. Als dokter-onderzoeker bestudeerde hij gedurende drie jaar hiv/aids in Afrika waar hij Peter Piot leerde kennen.
In 1991 keerde hij terug naar België waar hij bij Janssen Pharmaceutica het onderzoek naar Hiv medicatie leidde.  In 1993 werd hij gepromoveerd tot directeur klinisch Onderzoek en ontwikkeling voor de infectieziekten en dermatologie. In 1995 werkte hij samen met Rudi Pauwels in die laatste zijn biotechbedrijf Tibotec. In 1995 verliet hij Janssen Pharmaceutica om samen met Pauwels mede-oprichter te worden van het biotechbedrijf Virco. In 1997 fungeerde hij als voorzitter van Tibotec en bedrijfsleider van Virco. De twee bedrijven fuseerden in 2001 tot Tibotec-Virco.
Toen Johnson & Johnson Tibotec-Virco overkocht in april 2002, werd hij groepsvoorzitter van de globale virologie-eenheid bij Johnson & Johnson. In 2011 werd Stoffels voorzitter van de farmaceutische groep van Johnson & Johnson, Janssen Pharmaceutical Companies of Johnson & Johnson.
Hij zetelde als lid en vanaf 2012 als vice-voorzitter in het Johnson & Johnson Executive Committee and Management Committee. Stoffels wordt gerekend tot de meest invloedrijke personen binnen de biofarmacie.
Op 26 januari 2022 kondigde Galapagos aan dat Stoffels werd aangesteld als nieuwe CEO van het bedrijf en hiermee de fakkel overneemt van Onno van de Stolpe.